# 烏達瓦拉維國家公園
6°26′18″N 80°53′18″E / 6.43833°N 80.88833°E

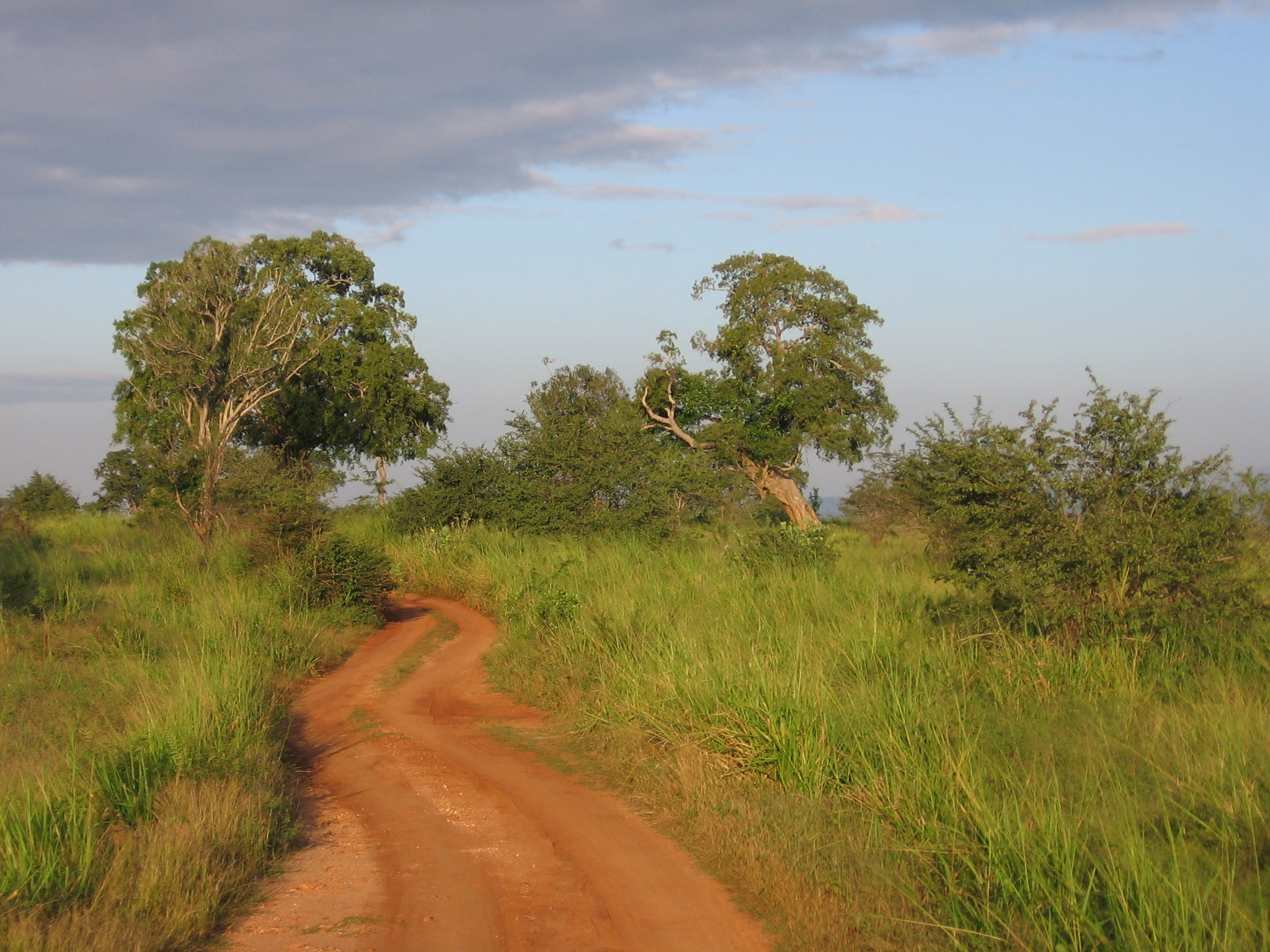

烏達瓦拉維國家公園是斯里蘭卡的國家公園，位於該國南部，橫跨薩伯勒格穆沃省和烏沃省，成立於1972年6月30日，面積308平方公里，有21種魚類、12種兩棲類、33種爬蟲類、184種鳥類和43種哺乳類動物棲息。